# スクライド (漫画)
『スクライド』は、『週刊少年チャンピオン』の2001年27号から2002年21号まで連載されていた、シナリオ：黒田洋介（スタジオオルフェ）、漫画：戸田泰成による漫画作品である。コミックス全5巻、全44+1話（5巻に描き下ろしのエピローグが収録）。
メディアミックスの一環として、アニメ版『スクライド』の放映より少し先駆けて連載が開始された。漫画はアニメと登場人物や基本的な設定を同じにしながらも、物語の本筋自体はアニメ版とは違った独自の路線を歩んでいる。これはアニメ版の監督である谷口悟朗の「同じことを二度やるほどつまらないものはない」という意向によって意図的に変えられたものである。

## ストーリー
序盤の基本的なストーリーや世界観はスクライド#ストーリーを参照。
中盤、劉鳳との死闘の果てに倒れた反逆者（トリーズナー）・カズマは、箕条晶率いるネイティブアルター団体「ロウレス」に保護される。感染症に陥ったカズマを救うべく、ロウレスの医師である桐生水守は薬を取りに向かうが、ホーリーに捕獲されて強制労働施設へ送られてしまう。復活したカズマは、水守を救うべく収容所へ乗り込むが、そこではカズマがかつて師とも兄とも慕ったストレイト・クーガーが、ホーリー隊員として待ち受けていた。死闘の末、クーガーを撃破するカズマ。だがクーガーはホーリーに利用されていただけだった。男泣きするカズマ。その場に現われた劉鳳と一触即発の事態に陥るが、瀕死のクーガーから全ての元凶がホーリー部隊隊長マーティン・ジグマールであることをカズマと劉鳳は知る。その頃、「ロウレス」はホーリー部隊によって壊滅させられ、劉鳳とシェリスはホーリー隊員の資格を剥奪されていた。そして、カズマ＆箕条・劉鳳＆シェリスの前に、ジグマールの直属部隊スーパーホーリーが立ち塞がる。スーパーホーリーの圧倒的な力に、敗北するカズマたち。
だが彼らの中からは反逆の心は消えておらず、二人の男は別の道を歩みながらも、それぞれジグマールに対して「反逆」を開始する。

## 登場人物
アニメ版にも登場するキャラはアニメとの違いを中心に説明する。詳しいキャラ設定や担当声優に関しては、アニメ版のキャラ紹介参照。
また、漫画版オリジナルのキャラの担当声優については、#関連作品に準じて記述している。

### 主人公
カズマ
あらゆる障害に対して反逆する「反逆者（トリーズナー）」の異名を持つ。それ以外の基本的な設定はアニメ版とほとんど変わらず、姿の違いは服にバッジを複数つけている程度。
性格はアニメ版と多少違っており、スタッフ曰く「アニメ版のカズマよりも漫画版のカズマの方が知能は高い」。劇中でも「粛清」「怒濤」などの難しい漢字を使用する場面がある。だが根源的な信念は共通している。
アルターに関する設定も多少違い、それは後述参照。
蒼乃大気（後述）と兄弟であったという独自設定があることから、苗字は蒼乃であると推測される（但し、蒼乃は幼少時代カズマと同様ネイティヴ・アルターの孤児であったため、アニメ版のカズマのように本名を知らずHOLY入隊後に後付けされた名前の可能性もある）。
古代にてギャラン=ドゥを倒した後恐竜と戦っていたらしく、右目が引っ掻き傷と共にアニメ版のように閉じている。また、何万年も冬眠し死ぬことにさえも反逆していた。なお、ギャラン=ドゥの戦いの時に左腕を失い、右腕に十字架状の木を松葉杖代わりに使っている。左腕はアルター化した時には発現する。
アルター使いとしては有名らしく、本土から来日した森大使一行さえも知っていた。羽海野の空間に囚われアルターが使用できなかったが、相手のアルターを分解・再構築するという異業で相手を倒した。
劉鳳（りゅう ほう）
ホーリーのAクラス隊員としてカズマの前に立ち塞がる。基本的な設定はアニメ版とほとんど変わらない。
中盤以降、ホーリー隊長・ジグマールの本性に気づき、ジグマールに対して反逆する。なお、母親の死の真相もアニメ版とは異なっている。
アニメ版に比べるとカズマと共闘する機会が多い。最終的に、カズマとほぼ完全に和解したのも特徴。
シェリスのアルター「エターナル・デボーテ」により彼女と合体し、「絶影・正義武装」へと進化する。エピローグからの様子だと、アニメ版のように合体しなくても正義武装になれるようである。
ビギンズではシェリスや羽海野達と共に森大使の下にかけつけた。その際、カズマとすれ違っている。最初は警戒していたが、クーガーの男気を感じ取りシェリス達と共に持ち場を離れた。

### ヒロイン
由詑かなみ（ゆた かなみ）
カズマと共に暮らしている少女。基本的な設定はアニメ版とほとんど変わらないが、アニメ版と違い、アルター能力者であるという設定がない。
アルター能力を持たないためか、アニメ版と比べると年相応の子供っぽい性格になっている。
しかし、カズマのことを深く理解して心配し、一人でカズマを追いかけようとするという勇ましさもあり、カズマが消えた後に彼女もカズマを待ち、「諦めることに反逆する」事を決意する、精神的な成長がうかがえる。
シェリス・アジャーニ
劉鳳に恋心を抱くホーリー隊員。基本的な設定はアニメ版とほとんど変わらない。3サイズは89・58・82。人知れず溜息をする癖がある。
漫画版ではヒロイン級の扱いを受けている。またエロチックな描写も多いお色気担当（T・Tの情報によれば非処女）。アルターは名前も能力もアニメ版とほぼ同じだがやはり色気が増しており、その初登場シーンは黒田曰く「チャンピオンの表現限界に挑んだ」。
一時はT・Tに囚われ、彼のアルター能力によって人格を変えられてしまう。そしてT・Tの忠実な僕となり劉鳳に攻撃をするが、劉鳳の愛により元の人格に戻る。
アニメでは死亡したが、漫画では君島と同じく最後まで生き残り、最終回では劉鳳と共に旅へ出た。
ビギンズにも出番は少ないが登場している。
桐生水守（きりゅう みもり）
本編とは異なり、ネイティブアルター団体「ロウレス」に医師として参加している。かつて劉鳳とは恋人同士だった。
最終回で、かつて劉鳳にもらったアルターのペンダントをシェリスに託した。
アニメ版と違い作中でストレイト・クーガーと一度も会話を交わしたことはなく、したがって一度も名前を間違われることはなかった。

### ロウレス
ロストグラウンド内での過酷な環境とホールドおよびホーリーの不当な「更生」に反逆するために、ネイティブアルターを中心に結成された武装集団。かなりの規模を誇っていたようだが、中盤でスーパーホーリーによって壊滅させられる。アニメ版には登場しないが、アニメ版準拠のドラマCDに人物と共に名前だけ語られている。
箕条晶（みじょう あきら）（声：愛河里花子）
漫画オリジナルキャラクター。「ロウレス」のリーダー。小柄な青年のような風貌だが、実は女性である事を隠して活動していた。アニメ版のドラマCDでもハーニッシュと共に名前が出て、同じような設定が施されている。
ハーニッシュ・ライトニング（声：中田和宏）
漫画オリジナルキャラクター。寡黙な大男で、アルターを使わずとも肉体的に強い。箕条とは深い絆で結ばれている。
圧倒的な力を持つスーパーホーリーと2度戦い、特にメアリーとの戦いでは道連れを試みているが何気なく生き残っているタフな男。最終回で箕条と結婚した模様。

### ホーリー（HOLY）

#### 隊長
マーティン・ジグマール
ホーリー部隊隊長という基本設定はアニメ版と同じだが、それ以外の本性やアルター能力などは全く異なる。
漫画版の彼が中年の容姿をしているのは威厳を保つための物であり、本来の彼は設定年齢19歳の美形という驚愕の設定がある（元々アニメ用の設定だったが、「流石に無茶過ぎ」ということでボツになった）。蟹座のB型。
自身のアルター能力を使って全宇宙を支配するという壮大な野望を抱いている。「人間ワープ」と「スーパー光線銃」を使いこなし、カズマと劉鳳を圧倒するが、カズマ・劉鳳・蒼乃らの反逆によって大きなダメージを受ける。その後、自らのアルター・ギャラン=ドゥに泣きつくも、ギャラン=ドゥによって殺害される。
アニメ版とはホーリー部隊隊長という設定以外、ほとんど共通している部分がなく、漫画版がアニメ版とは違う路線であることを象徴するキャラクターと言える。
ギャラン=ドゥ
マーティン・ジグマールのアルターでありながら自分の意志を持ち、人語も普通に話す。ジグマールを利用しており、彼に宇宙船型のタイムマシンを作らせ、アルターだけの世界を作ろうとしていた。外見はアニメ版のアルター結晶体のデザインのアレンジ（アニメ版では黒い炎のようだった頭部が、二房の頭髪のようになっている）。
カズマと劉鳳を圧倒し、彼らの仲間達もろともタイムマシンで古代（恐竜の時代）へ送ろうとしたが、カズマに反逆され、彼と二人で古代へ飛んでしまう。古代でもカズマを圧倒するが、カズマの反逆と自慢の拳により砕かれる。その際、放たれたアルターの光によって恐竜が滅び（何故かこの部分の説明はコミックス収録時には削られている）、猿が人へと進化を遂げた。
彼のタイムマシンは宇宙船としても機能するらしく、コミックス第5巻に書き下ろされたエピローグでは地球侵略を目論む異星人カイゼルフューラー=ジェネラルJr3世率いる絶対壊滅無敵殲滅軍団を迎撃するためにカズマたちが使用した。
名前の元ネタはそのまま西城秀樹の同名の楽曲で、攻撃する際にその歌を歌っている。

#### A - D級隊員
ストレイト・クーガー
アニメ版と異なりクールなキャラクターで、他人の名前も間違えない。史上最強のネイティブ・アルターと呼ばれている。インナーへの援助物資を条件に入隊し（しかし実態としてはジグマールに利用されていた）、そのためにカズマと対立、戦闘するがその速度を吸収した彼に敗北する。死に際、ジグマールの悪行をカズマと劉鳳に伝えようとして、瓜核にトドメを刺される。
カズマに「弱い考え方」と、それに対する「反逆」の生き様を教えた。漫画版のカズマが唯一尊敬する人物で、退場は中盤だが、終盤の描写からもカズマに与えた影響は計り知れない。
「ビギンズ」では準主役で、アニメ版のようにカズマのことをカズヤと呼んでいた。アルター使いとしても有名で本土からも名が知られている。
橘あすか（たちばな あすか）
Aクラス能力者のホーリー隊員。それ以外の基本的な設定はアニメ版とほとんど変わらない。
箕条との戦闘に敗北し、彼女のアルターにより心を開く。終盤では君島らを救い、ハーニッシュと共に援軍として駆けつけた。後にロストグラウンドの極寒地帯の観測隊員となり、カズマが冬眠していた場所を発見する。
「僕の玉は2つある」、「正義を勃てろ」など下ネタと捉えることもできるセリフが非常に多い。
瓜核（うりざね）
Aクラス能力者のホーリー隊員。アニメ版と性格が大きく違い、シェリスや水守を人質にとるなど残忍で冷酷な極悪人。アルター能力も若干異なり、攻撃的な能力になっている。
立浪ジョージ（たつなみ ジョージ）
Cクラス能力者のホーリー隊員。基本設定や能力はアニメ版とほとんど変わらないが、かなみの友達を殺したためにカズマによって精神崩壊へ陥れられてしまう。
ジグマール曰く、アトピーで悩んでいたらしい（本編での登場シーンではそういった様子はない）。
エマージー・マクスフェル
Aクラス能力者のホーリー隊員。基本的な設定はアニメ版とほとんど変わらないが、それなりにカズマを苦しめたアニメ版と扱いは大きく異なり、見開きでカッコ良く登場したはいいがカズマに瞬殺されてしまう。終盤戦やエピローグでは、雲慶や常夏三姉妹らと共に戦場に駆けつける。
小橋真一郎（こばし しんいちろう）
漫画オリジナルキャラクター。Dクラス能力者のホーリー隊員。箕条とハーニッシュに襲い掛かるが、アルターを出す暇もなくハーニッシュに裏拳であっさりと殴り飛ばされる。
名前のモデルはアニメ制作スタッフの一人である小林真一郎。
幽鬼霊（ゆうき れい）
漫画オリジナルキャラクター。Aクラス能力者のホーリー隊員。「毛毛毛毛毛ーッ」という笑いが特徴。（ホーリーに所属することで）合法的に殺人ができることを快楽としている節がある。
一方的にアルターを使わないハーニッシュと戦い、トドメを刺そうとした所で彼のゴーランド・フリートによって撃破される。
羽海野チカ（うみの せんりき）
『スクライドビギンズ』に登場したハチミツなホーリー隊員で、デザインも藤原デザイン事務所の社長そのまま。「チカ」と表記して「せんりき（千力）」と読む。
森大使の来日の際にクーガーとカズマを自らのアルター空間に取り込もうとし、カズマのみを取り込み青春のせつなさと言う名の攻撃を仕掛けたがカズマに全て耐えられた挙句に自身のアルターをアルター化されてシェルブリットをお見舞いされて倒された。

#### スーパーホーリー（SUPER HOLY）
ホーリーを上回る権限とアルター能力を持つ、ジグマール直属の部下。スーパーホーリーの設定を含め、全て漫画オリジナルキャラクター。
蒼乃大気（あおの たいき）（声：檜山修之）
大義のために戦う男。カズマの前に立ち塞がり、戦闘の最中に突然カズマの実兄であることを明かし、協力を呼びかけるが、信念で反逆するカズマに敗れる。その後、ジグマールに反逆し、カズマと劉鳳を即死光線銃から庇い、カズマのハイブリットをレンズマンで巨大化させた「膨張のハイブリット」を放った後、息絶える。
名前やキャラクターは無限のリヴァイアスのエアーズ・ブルーからで、担当声優も同じ。
メアリー・ジェーン（声：折笠愛）
熟れた女。非常に強力なアルター能力を持ち、劉鳳、シェリスを一度は破り、箕条、ハーニッシュ、橘らを圧倒するが、箕条の強制進化とハーニッシュの捨て身の攻撃で敗れ去る。
名前はラヂオの時間から。デザイン原案は脚本の黒田で、単行本のカバー裏にラフ設定が載っている。デザインイメージは天地無用!シリーズの魎呼が元で、声優も魎呼と同じである。また、「伊集院光 深夜の馬鹿力」のリスナーであるらしい。
T・T（声：小野坂昌也）
メガネをかけた青年で、知識至上主義。シェリスを洗脳して自分の物にしようとしたり、劉鳳の過去の真実を見せるなどの精神攻撃を仕掛けるが、劉鳳とシェリスの信念と愛の前に敗北する。自らの名前にちなみT定規（製図道具）を2本持って自らをアピールする他、「ビバババババ」と奇妙な笑い声で笑う。

### その他の登場人物
君島邦彦（きみしま くにひこ）
カズマの親友で、彼に仕事を紹介する。基本的な設定はアニメ版とほとんど変わらない。
アニメでは中盤に死亡するが、漫画では橘あすかに救われて最後まで生き残り、最終回ではアニメ版に登場する寺田あやせと結婚。子供ももうけている。
衣装がアニメ版に比べ非常に派手。カズマも同様の傾向があるが、君島はそれ以上である。
羽衣先生（はごろもせんせい）（声：若本規夫）
漫画オリジナルキャラクター。額に「FREEDOM」という刺青を彫ってある小柄な先生。「自由学園」で、勝手に生徒を学校に入学（誘拐）させて入学金（身代金）を要求し荒稼ぎしていたが、生徒達の反逆を引き受けたカズマによって倒される。
江上（えがみ）（声：岩永哲哉）
漫画オリジナルキャラクター。羽衣先生に拉致されて自由学園に通わされていたが、カズマに煽られて羽衣先生に反逆する。
今井有希（いまい ゆき）（声：渡辺久美子）
漫画オリジナルキャラクター。今井財閥の令嬢で拉致されてきた。江上と同じく彼女も羽衣先生に反逆する。お色気描写あり。
李裏璃（りりり）
漫画オリジナルキャラクター。外見は妙齢の美女だが実際は老人であり（アニメ版の設定では20代以前にしかアルター能力者は生まれないが、アルター仙人と同様修行によって得たと戸田は語っている）、精気をアルターで吸って美貌を保っていた。武士言葉をしゃべる部下を従えていて、蟷刀螂郭・雅（とうとうろうかく・みやび）というピラミッド状の城に住んでいる。
キーコ
漫画オリジナルキャラクター。かなみの友達で少女。アルター能力者だったために立浪ジョージに殺害される。どんな能力だったのかは不明。
アルター仙人（声：島田敏）
漫画オリジナルキャラクター。ロストグラウンドができる前にアルターを極めていて、アルターの全てを知る老人。カズマと箕条に「或田 扇仁（あるた せんにん）」と名乗るが冗談であるらしい。本名、年齢、本来のアルター能力は不明。
悪に染まった弟子・ジグマールを止めるべく、死してなお自らをアルター化させ、ジグマールを止められる者を長い間探していた。
カズマに、進化の言葉「s・CRY・ed（スクライド）」を刻み、男泣きしながら逝った。
劉桂華（りゅう けいか）
劉鳳の母。基本的な設定はTV版から受け継いでいるが、ロストグラウンドからの脱出と外国籍の所得を引き換えに、子供だった劉鳳をジグマールに預け、死んだことにするために偽装工作をし行方を眩ました悪女となっている。
桂華の事件を目撃した事こそが劉鳳のアルター能力の解放の原因だったため、真相を知った劉鳳は戦意喪失しかけた。
アニメからのゲストキャラ
第42話と単行本収録のエピローグには、仲間達が集結するコマがあるが、さりげなく漫画には登場しなかったアニメ版のキャラが敵味方関係なく多数登場している（無常矜侍、ビフ、常夏三姉妹、来夏月爽、雲慶、イカワ、ダース、キャミィ、君島あやせ（旧姓、寺田）etc）。
カイゼルフューラー=ジェネラルJr3世
単行本収録のエピローグに登場。絶対壊滅無敵殲滅軍団を率いて、旗艦「天地無用」に搭乗し、地球を侵略しようと企んでいたがカズマに反逆される。何故かカズマを「カズマさん」と、さん付けで呼ぶ。容姿は『無限のリヴァイアス』のコンラッドに似ている。また、「天地無用」は天地無用!シリーズの魎皇鬼にそっくりである。絶対壊滅無敵殲滅軍団の使用する宇宙船は全てがアダムスキー型UFOと、60年代の漫画かギャグマンガに登場しそうな、悪の宇宙人軍団を思わせる軍団だった。地球降下前にギャラン=ドゥの遺した宇宙船型タイムマシンで宇宙に上がったカズマ達と遭遇、カズマの「反逆のハイブリット」にて全滅される。
ミラー
カイゼルフューラー=ジェネラルJr3世と共に単行本収録のエピローグに登場。「宇宙参謀」なる肩書きで、「宇宙ハープ」を弾いていた。
『無限のリヴァイアス』のネーヤに似ている。
森 恒三（もり こうぞう）
『スクライドビギンズ』にて登場。ロストグラウンド（本人はホーリィランドと称していた）への大使として本土から来日した政治家。アルター能力者に興味を示す描写があった。クーガーのロストグラウンドに対する物資援助の男頼みに心動かされて承諾する。

## アルター能力
本作におけるアルター能力の設定の違いは、ロストグラウンドでの出生に限らず「修行によって手に入る」という点以外は基本的に何も変わらない。
シェルブリット（カズマ）
右腕を変形させる、融合装着型のアルター能力。形状はアニメ版とあまり違わず、変化した右腕を使って殴るという基本用途も変わらない。ただし、3枚の羽根を使って放つ「衝撃のファーストブリット」などは存在せず、「○○のシェルブリット」（○○の中には何らかの二字熟語が入る。「反逆」が多いが他に「怒濤」「粛清」「激昂」など）という言葉とともに一撃を放つ。羽根自体は付随しており、3枚の羽根を発動（トリプルフィンモーション）して放つ攻速のシェルブリットを何度か使用している。
アニメ版のような第二形態に進化はしなかったが、その代わりに自らの意志によって形状を変化させることができる（クーガーの攻撃を受けた際にクーガーの速さを吸収、蒼乃のサン=ウェルダンに対抗するために右腕をミラー化など）。
攻撃の前に、シェルブリットに弾丸を込める（使用後には薬莢が排出される）という独自の描写が存在するが、途中からは省略されている。
ハイブリット（カズマ）
「進化の言葉」s.CRY.edによって進化した姿。アニメ版の最終形態に相当する全身への融合装着型だが、形状は最終形態のそれとは異なり、デザインはアニメには一瞬だけ登場した第三形態に近い物がある。進化直後のカズマは「凄いアルター」と呼称したが、その姿を見た劉鳳の発言からハイブリットという名が定着した。攻撃時の台詞も「○○のハイブリット」になる。回数制限はなく、一瞬のうちに1000発も繰り出すことが可能。
絶影（劉鳳）
少年のような姿をした自立稼動型のアルター能力。これといってアニメ版のものと違いは見られない。
真・絶影（劉鳳）
絶影の真の姿。自立稼働型。これも形状はアニメ版の第二形態と大差ないが、登場はアニメ版より早かった。空間すら切り裂くほどの力を持つ。なお、使用はカズマとの対決時のみで、それ以後は一切登場しない。
絶影・正義武装（劉鳳）
エターナル・デボーテとs.CRY.edによって劉鳳とシェリスが一体化した姿。融合装着型で、形状や能力はアニメ版の最終形態とほぼ同様。必殺技は絶影刀龍断。後に合体せずとも使えるようになったようだ。
エターナル・デボーテ（シェリス・アジャーニ）
具現型。他のアルター能力者と合体し、その能力を向上させるアルター能力。T・Tのビバ・ノウレッジによって応用された時には、対象のアルターを吸収する応用吸収（アプライド=サック=アップ）を使うことができた。
サウンド・スタッフ（箕条晶）
具現型。音を奏でて遺伝子に語りかける能力を持つ、音杖の形をとるアルター能力。遺伝子に語りかけることにより、対象の肉体を拘束することができる。必殺技は協奏曲への誘い（アスク=コンチェルト）。
サウンド・スタッフ・エヴォリューション（箕条晶）
s.CRY.edによって進化した姿。具現型。形状はそのままだが、ハーニッシュとともに2回目のs.CRY.edを唱えた時には8分音符のような形状に変化した。アスク=コンチェルトの上位版と思われる交響曲への誘い（アスク=シンフォニー）を使うことができる。
殲滅艦隊（ゴーランド・フリート）（ハーニッシュ・ライトニング）
融合装着型。ガトリング砲やミサイルランチャーなど、大量の火器を自らの体に出現させて砲撃を行うアルター能力。あまりに強力すぎるため、ハーニッシュは極力使おうとしない。
無敵艦隊（インビンシブル・アルマダ）（ハーニッシュ・ライトニング）
箕条と共に唱えた"s.CRY.ed"によって進化した姿。融合装着型。形状には変化が見られるが、大量の火器を生み出す効果に違いはない。メアリー・ジェーンを拘束し、自らに向けて放った。
おねがい☆ティーチャー（羽衣先生）
他者の肉体と融合し、巨大化するアルター能力。融合装着型に分類される。名称は、黒田洋介（本作のシナリオおよびアニメ版の脚本）が脚本を務めた同名のアニメ作品のパロディ。一部を変形させて具現型の人間凶器の槍を作り出すことが可能。
基本的にアルターは他の生物を分解・再構築しない筈だが、このアルター能力は生物を媒介にするという珍しいタイプになっている。
蟷刀螂嵌（とうとうろうは）（李裏璃）
オスとメス、2体のカマキリの姿をしたアルター能力。自立稼働型。メスの方が巨大。他者の精気を絞り取り、それを吸収して自分の若さを保っている。
老齢な面からも考察できるが、戸田の公式掲示板のコメントによれば、彼女もジグマールやアルター仙人同様修行で得たものとなっている。
ビッグ・マグナム（立浪ジョージ）
具現型。アニメ版のそれと設定は変わらないが、発した巨砲が散弾になったりとアニメ版よりは多機能。
ヨコスカ・ベイブルース（小橋真一郎）
それらしい効果が発動する前に倒されたため、その形状や性能は一切不明。
乱れ髪（デシャヴリッド・ヘア）（幽鬼霊）
自らの髪を（長さも含めて）自在に操るアルター能力。融合装着型に見えるが、アルターを装着していないため具現型と言った方が正しい。対象を拘束する、抜き取って針のようにして放つ、頭部に巨大な剣のようなものを作り出す、などの用途を見せた。
エタニティ・エイト（橘あすか）
具現型のアルターで、基本的な設定はアニメ版のそれと変わらない。
8つの宝玉を巨大な2つの宝玉に変え能力をより強化するエタニティ・ツインという技を持つ。
相手に玉を取りつかせ、相手が見ているイメージを立体映像として浮かばせることができる。
ストレイト・グッドスピード（ストレイト・クーガー）
融合装着型のアルターで、アニメ版の「ラディカル・グッドスピード脚部限定」のように脚部に装甲を装着し、音速を超えるほどの蹴りを繰り出す。
ビギンズでは「ラディカル・グッドスピード」と表記されていた。
ハイパー・グッドスピード（ストレイト・クーガー）
融合装着型で、全身をロケットのような形状に変形し、超高速で突撃する。アニメにおけるクーガーのアルターの企画段階「サンダー・アロー」と同じデザインとなっている。
ウォーターメロン（瓜核）
スイカを触媒として多種多様な攻撃や防御を行うアルター能力。具現型。使用した技は、スイカの皮のようなもので攻撃する瓜核ピール、スイカの模様をした自立稼働型の人型の人形を作り出す瓜核スイカマンズ、スイカの種を大量に飛ばす瓜核シード、変形したスイカからビームを放つスーパー瓜核シード。他には、手に変形したスイカを装着してパンチの破壊力を増大させるなどしている。スイカマンズは、アニメの瓜核のアルターの企画段階「スイカマン」から元にされている。
ファイナル・ピンチ・クラッシャー（エマージー・マクスフェル）
勇者シリーズに登場するロボットのような姿をしたアルター能力。自立稼働型。名称の違いからも分かるとおり、アニメ版のスーパー（グレート）・ピンチ・クラッシャーなどとは形状が異なる。設定上はアニメ版に登場した『グレート』に、『スーパーチャンス』というロボット型アルターが合体した姿（スーパーチャンス単体は、コミックスの巻末にわずかながら描かれている）。
カズマのシェルブリットによる一撃により、あっさりと破壊された。
アルター仙人（アルター仙人）
自らをアルター化させることにより、ジグマールの野望を阻止できる人物を見つけ、それを託そうとしていた。タイプは人間時のように自立して動いてるため自立稼働型に分類されると思われる。本来のアルター能力は不明。
レンズマン（蒼乃大気）
巨大なレンズの形をしたアルター能力。具現型。レンズを通過させることにより、視覚的にではなく物理的に、物体の巨大化や小型化を引き起こす、攻防一体のアルター。
使用した技は、レンズを通してパンチを放つモーフィング=ナックル、レンズを通してキックを放つモーフィング=レッグ、太陽光をレンズに通すことによって強力な熱線を発生させる太陽爆焼（サン=ウェルダン）、作中では実質上不発に終わったが、両腕でパンチを放つモーフィング=ナックル=ツイン。
悲しきレイディオ（メアリー・ジェーン）
手に持ったラジオと大量のスピーカーから音を発して攻撃するアルター能力。具現型。使用した攻撃は連続ラヂヲ劇場『魔法少女プニプニポエミィ』（これも黒田洋介が脚本を務めた作品のパロディ）、絶対窮地の放送、臨時ニュース。他にも、名称は存在しないが、『おねがい☆ティーチャー』のパロディらしき攻撃も見受けられる。
知識万歳（ビバ=ノウレッジ）（T・T）
対象が持つ知識を手に入れ、それを「応用」するアルター能力。アクセス型。巨大な脳のような形をした物体から大量の触手のようなものが生えた形状をしている。
使用した技は、手に入れた知識の応用で他者を操る良き教え（グッド=ティーチ）、対象に自らの持つ知識を送り込む逆転知識（リバーシブル=ノウレッジ）など。
ギャラン=ドゥ（マーティン・ジグマール）
自立稼働型。空間を操り、人間ワープを行うアルター能力。アニメ版の「アルター・エイリアス」とは形状も性能もまったく異なる。
ジグマールが真の姿を現した後は、人間ワープに加えて具現型のスーパー光線銃や即死光線銃、スーパー光線銃を使って放つジョン・ウー・アタックなどを使用した。
意志を持ち、完全に自立したアルターとしてのギャラン＝ドゥについては登場人物の項を参照。
ユーズフル・ワールド（羽海野千力）
青春空間と呼ばれる独自の空間を生み出すアルター能力。具現型。自らが作り出した特殊な空間のために、物質を分解することができず並大抵のアルター使いではアルターを使用することができない。そのため、青春のせつなさという名の一方的暴力を受けることになる。
仕様した技は、自らの手を巨大化させた片思いの痛みや、同じく巨大化した体で抱きしめる届かない想いなど。
改造アルター能力者集団
アニメ版のダースにあたる輩。1000人もの動員でカズマに挑んだが、一瞬（1コマ）にして1000人全員が蹴散らされた。

## 関連作品

### スクライド0（ゼロ）
連載開始前に初期設定を基に作られた、いわばプロトタイプと呼べる作品で、キャラの名称や設定が漫画・アニメとは異なっている。『スクライド アニメブック』に収録。
世界観
22年前から25年前に大隆起現象が発生と変化しており、市街と荒野側に分かれているという設定は変わらない。
登場人物
沙室龍也（さむろ たつや）
カズマの原型。一人でなんでも屋稼業をしており、募金を見かけたら入れてしまうほど性格は善人。
生粋のインナーであり不良アルター使いからはしけたフォーリナーとされているが、その意味は不明。
アルターはカズマと同じく右腕を変え、サブウェポンとして拳銃を扱う。
水澄みさき（みすみ みさき）
由詑かなみの原型。龍也の同居人で、性格や役割などの基本的な設定像はかなみの設定と同じ。
劇中では龍也の甲斐性なしっぷりに呆れているが、最後には応援している。
劉鳳（りゅう ほう）
劉鳳の原型。名称や龍也（カズマ）と因縁を持つなど基本的な設定は変わってはいないが、短髪がセミロングとなっている。
劇中のホーリー部隊にあたるホールダーを率いるアルター使いで、絶影も人型ではなく十字型の奇怪なアルターとなっている。
エミリー・キャーン
シェリス・アジャーニの原型。容姿はスーツに加えて大人っぽく背まで伸びている髪と、完全に区別できる程に違いがハッキリとしている。
登場は龍也と劉鳳が戦っている所を見物している1シーンのみ。

### スクライド サウンド・エディション
アニメ版のドラマCDだが、漫画版のエピソードが「コミック・エディション」として含まれている。『サウンド・エディション1』には第1話「トリーズナー」、『サウンド・エディション2』には第12話「ロウレス」を収録。

### サウンドコミック
厳選されたエピソードの中から、漫画に音声と動きをつけて映像化したもの。DVD『FAN DISC スクライド GOLD/SILVER』に収録されており、『GOLD』には第9話「邂逅」第30話「アルター」第34話「確固たる信念」、『SILVER』には第25話「ラヂヲな女」第39話「過去」第40話「設定年齢19歳」が収録。
キャスト
- カズマ - 保志総一朗
- 劉鳳 - 緑川光
- 由詑かなみ - 田村ゆかり
- ストレイト・クーガー - 津久井教生
- シェリス・アジャーニ - 倉田雅世
- 桐生水守 - 永島由子
- 箕条晶 - 愛河里花子
- ハーニッシュ・ライトニング - 中田和宏
- アルター仙人 - 島田敏
- 蒼乃大気 - 檜山修之
- メアリー・ジェーン - 折笠愛
- T・T - 小野坂昌也
- マーティン・ジグマール - 高田裕司
- 桂華 - 金丸日向子

### スクライドビギンズ
『チャンピオンRED』の2006年4月号に掲載された読み切りの新作。本編開始前にあたる物語である。コミックス未収録。なお、同作品は『チャンピオンRED』2007年3月号別冊付録の「チャンピオンREDセレクション2」にも再掲載されている。

## 書誌情報
- 矢立肇（原作）、黒田洋介（シナリオ）作画	戸田泰成（作画）『スクライド』 秋田書店〈少年チャンピオン・コミックス〉、全5巻
  1. 2001年10月4日発売[2]、ISBN 4-253-20101-6
  2. 2001年12月6日発売[3]、ISBN 4-253-20102-4
  3. 2002年2月28日発売[4]、ISBN 4-253-20103-2
  4. 2002年4月25日発売[5]、ISBN 4-253-20104-0
  5. 2002年6月20日発売[6]、ISBN 4-253-20105-9